# Albert de Dion
Markiz Jules Félix Philippe Albert de Dion, francoski dirkač in pionir francoske avtomobilske industrije, * 9. marec 1856, Francija, † 1946, Francija.
Albert de Dion se je rodil leta 1856. Že leta 1881 je izdelal svoj prvi parni motor. Leta 1883 so de Dion, Georges Bouton in njegov svak Charles Trépardoux ustanovili avtomobilsko tovarno De Dion-Bouton, v tistem času največjo na svetu, ki je izdelovala parne avtomobile. V sezoni 1894 se je udeležil dirke Pariz-Rouen, ki velja za prvo pravo avtomobilistično dirko na svetu, in z dirkalnikom lastne izdelave de Dion tudi zmagal. Do sezone 1897 je nastopil še na treh dirkah, ob enem odstopu je dosegel še drugo mesto na dirki Pariz-Dieppe in četrto mesto na dirki Pariz-Trouville. Umrl je leta 1946 v visoki starosti. 